# Christliches Gymnasium Jena
Das Christliche Gymnasium Jena (kurz: CGJ) ist eine staatlich anerkannte Ersatzschule in Jena in Trägerschaft der Evangelischen Schulstiftung in Mitteldeutschland der EKD.

## Geschichte
Anfang der 1990er Jahre schlossen sich mehrere Eltern zusammen, die eine alternative, christliche Schule in Jena gründen wollten. Nach Verhandlungen mit der Stadt Jena wurde ein altes Gebäude im Stadtzentrum in der Grietgasse zur Verfügung gestellt. 1994 zog die erste Klassenstufe ein. In den darauffolgenden Jahren wurde das gesamte Gebäude und das Nachbargebäude im Hinterhof mitgenutzt. Im Sommer 1999 zog die Schule aus dem alten, mittlerweile viel zu kleinen Gebäudekomplex aus, um in eine sanierte und umgebaute Kaserne auf dem ehemaligen russischen Armeestützpunkt in Jena-Nord einzuziehen. 2002 erhielt die Schule ihre Anerkennung als Ersatzschule vom Land Thüringen. Somit konnte der erste Abiturjahrgang mit gültigen Abitur die Schule verlassen.

## Besonderheiten
Die Schule bietet von der 5. bis zur 9. Klasse einen konfessionell-kooperativen Religionsunterricht an. Dieser wird phasenweise mit allen Schülern einer Klasse, phasenweise in konfessionellen Gruppen durchgeführt. Schüler, die konfessionslos sind, müssen sich einer der Gruppen (katholisch/evangelisch) zuordnen. Ethik wird an der Schule nicht angeboten. Ab der Oberstufe (in Thüringen ab Klasse 10) wird der Religionsunterricht nur konfessionsgetrennt angeboten. Dieses Modell ist im Bistum Erfurt und in der Evangelisch-Lutherischen Kirche in Thüringen einmalig.
Alle fest angestellten Lehrkräfte müssen einer christlichen Konfession angehören.
Von der 5. bis zur 8. Klassenstufe steht Globales Lernen mit auf dem Stundenplan.
Um ein größeres Angebot an Leistungskursen zu bieten, gab es anfangs eine Kooperation mit dem Carl-Zeiss-Gymnasium Jena. Dortige Schüler konnten am Christlichen Gymnasium den Leistungskurs Geschichte besuchen, wobei Schüler von dieser Schule am Carl-Zeiss-Gymnasium die Leistungskurse Physik und Informatik besuchen konnten.
Im Jahr 2007 gab es aufgrund zahlreicher Schülerwünsche den ersten schuleigenen Physik-Leistungskurs. Dieser wurde auch im Jahr 2008 von mehreren Schülern gewählt.
Am 19. März 2018 erschien die erste Ausgabe der neuen Schülerzeitung „Kulturschock“.